# Jabalquinto
Jabalquinto – gmina w Hiszpanii, w prowincji Jaén, w Andaluzji, o powierzchni 73,24 km². W 2011 roku gmina liczyła 2335 mieszkańców.